# Dahlen, Stendal
Dahlen là một đô thị thuộc huyện Stendal, bang Sachsen-Anhalt, Đức. Đô thị Dahlen, Stendal có diện tích 24,54 kilômét vuông, dân số thời điểm ngày 31 tháng 12 năm 2006 là 646 người.